# Xanthosoma helleborifolium
Xanthosoma helleborifolium är en kallaväxtart som först beskrevs av Nikolaus Joseph von Jacquin, och fick sitt nu gällande namn av Heinrich Wilhelm Schott. Xanthosoma helleborifolium ingår i släktet Xanthosoma och familjen kallaväxter. Inga underarter finns listade.